# Марков Микола Євгенович
Микола́ Євге́нович Ма́рков (рос. Никола́й Евге́ньевич Ма́рков; нар. 14 квітня 1866, Сімферополь або с. Олександрівка, Щигровський повіт, Курська губернія — 22 квітня 1945, Вісбаден) — російський політик правих поглядів, публіцист і письменник, шляхтич з роду Маркових, колезький радник, інженер-архітектор.
Один із засновників Курської народної партії порядку, яка згодом увійшла в Союз російського народу. Депутат III і IV Державної думи від Курської губернії. Монархіст, один з лідерів чорносотенців, радикальний антисеміт. З 1910 року голова головної ради Союзу Російського Народу.
Після жовтневого заколоту 1917 року  — учасник Білого руху. З 1920-х років перебував на еміграції, продовживши політичну діяльність в православно-монархічному руслі. Виступав прихильником фашистських політичних режимів. Співпрацював з владою нацистської Німеччини. Підтримав останніх у їх плані нападу на СРСР, після чого багато в чому відійшов від активної політичної діяльності, при цьому продовжував публікувати статті антисемітського змісту.

## Публікації
Прижиттєві
- Речи членов Государственной думы Маркова 2-го и Пуришкевича по запросу о Финляндии 12 и 13 мая 1908 года. Санкт-Петербург: Русский народный союз им. Михаила архангела, 1908.
- Ответ Маркова 2-го на статью Жеденева в "Русском знамени. Санкт-Петербург, 1910.
- Преступление Маркова 2-го. Петроград, 1916.
- Последняя речь Н. Е. Маркова 2-го в 4-й Государственной Думе. Заявление фракции правых. Петроград, 1916.
- Интернационал // Двуглавый Орел. № 1 (1920). С. 17-19; № 3 (1921). С. 39-42; № 5-7 (1921). С. 20-21, 30-32, 38-40.
- Ответ монархиста // Двуглавый Орел. № 3 (1921). С. 10-13.
- Краткий доклад о конгрессе сионистов в Карлсбаде // Двуглавый Орел. № 18 (1921). С. 30-32.
- Письмо дворянину Павлову // Двуглавый Орел. № 1 (1922). С. 19-22.
- Правда о смуте церковной. Париж, 1926.
- Русские деньги // Двуглавый Орел. № 1 (1926). С. 29-34.
- Равнение на Россию // Двуглавый Орел. № 2 (1926). С. 2-6.
- Иностранное вмешательство // Двуглавый Орел. № 9 (1927). С. 3-6.
- Русское в Германии // Двуглавый Орел. № 13 (1927). С. 11-13.
- Войны тёмных сил. В 2 кн. Париж: Долой зло, 1928—1930.
- Der Kampf der dunklen Mächte (1 n. Chr. bis 1917): historische Übersicht über die menschenfeindliche Tätigkeit des Judentums, vor allem in Russland (in Uebersetz. v. W. Klingelhöfer). Erfurt: U.Bodung, 1935. 2-е издание: Frankfurt/Main: Welt-Dienst Verlag, [1944].
- Откровения язычества // Двуглавый Орел. № 16 (1928). С. 5-9.
- Как пишется история // Двуглавый Орел. № 18 (1928). С. 23-25.
- Собор Воскресения // Двуглавый Орел. № 22 (1928). С. 1051—1053.
- О «деловом» объединении // Двуглавый Орел. № 23 (1928). С. 1090—1093.
- Книга В. В. Шульгина «Что нам в них не нравится» // Двуглавый Орел. № 28 (1929). С. 1342—1347.
- «Национал-реализм»? // Двуглавый Орел. № 32 (1929). С. 1521—1523.
- О Беседовском и пресмыкающихся // Двуглавый Орел. № 33 (1929). С. 1576—1579.
- «Соединённые Штаты и возрождение России» // Двуглавый Орел. № 39 (1930). С. 1864—1867.
- Das auserwählte Volk im Spiegel seiner eigenen Schriften. Erfurt: U.Bodung, 1936.
- История еврейского штурма России (доклад, прочитанный на собрании, посвященном памяти полковника Ф. В. Винберга в Берлине). [Харбин]: Наш путь, 1937.
- Отреченные дни Февральской революции. [Харбин]: Наш путь, 1938.
- Лик Израиля. Erfurt: U.Bodung, 1938.
- Der Jude ist der Parasit des Bauerntum. Frankfurt/Main: Welt-Dienst Verlag, 1944.
- Die Rolle des Judentums in Rußland seit seinem Erscheinen im 17. Jahrhundert bis zu seiner Machtergreifung 1917. Frankfurt/Main: Welt-Dienst Verlag, 1944.

Перевидані праці
- Войны тёмных сил. М.: Московитянин, 1993.
- Марков Н. Е. Войны тёмных сил / Составление, вступит. статья М. Б. Смолина; Художник Д. Е. Бикашов. — М. : ФондИВ, 2008. — 456 с. — (Имперская традиция) — 2 000 прим. (в пер.)
- Марков Н.Е. Думские речи. Войны темных сил. — М. : Институт русской цивилизации, 2011. — 704 с.